# Dorfkirche Siepe

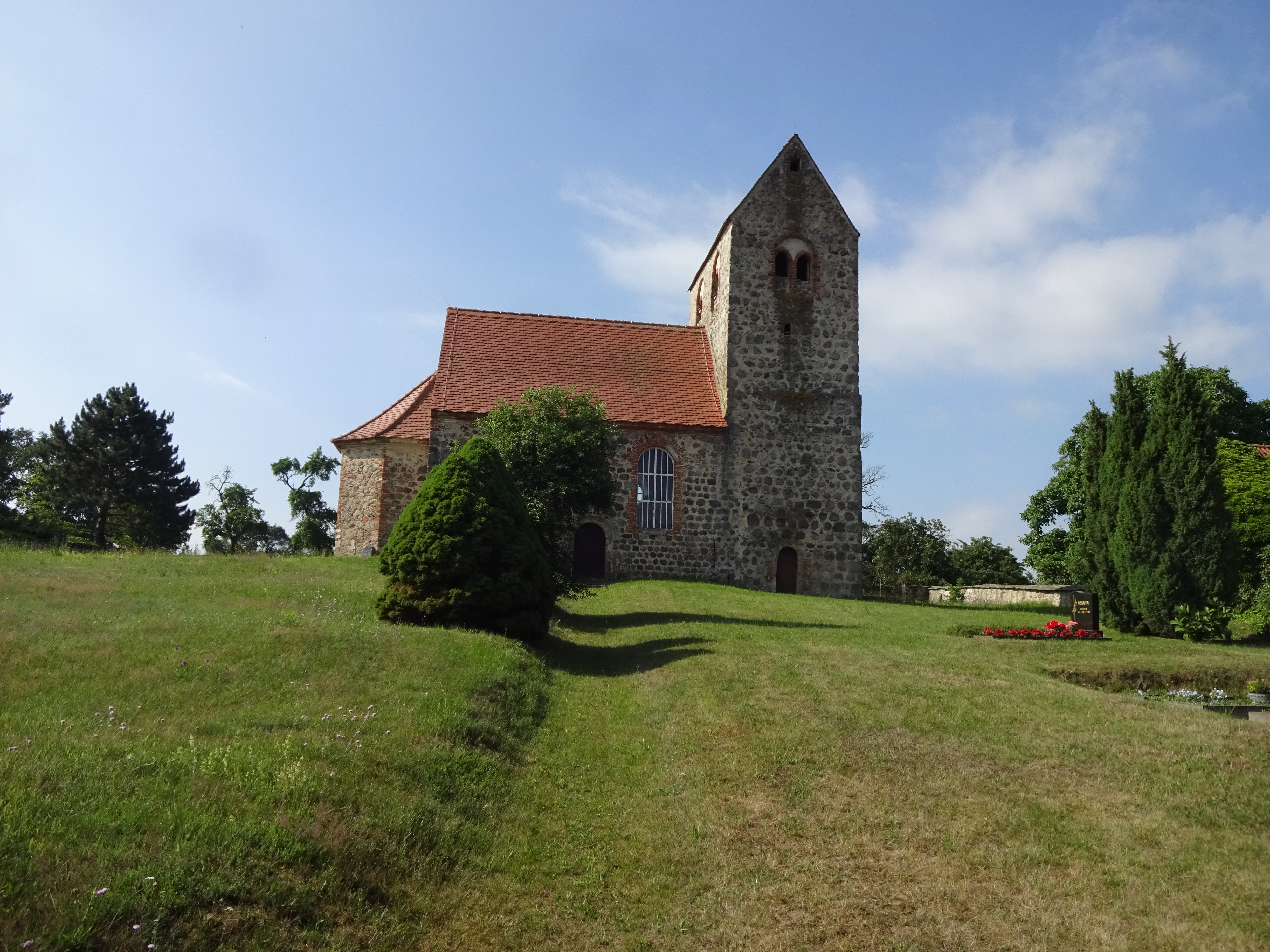
Dorfkirche Siepe

Die evangelische Dorfkirche Siepe ist eine spätromanische Saalkirche im Ortsteil Siepe von Kalbe (Milde) im Altmarkkreis Salzwedel in Sachsen-Anhalt. Sie hatte früher das Nikolaipatrozinium und gehört zum Pfarrbereich Fleetmark/Jeetze im Kirchenkreis Salzwedel der Evangelischen Kirche in Mitteldeutschland.

## Geschichte und Architektur
Die Kirche steht in leicht erhöhter Lage südlich von der Durchgangsstraße des Straßendorfs.
Das Bauwerk ist ein spätromanischer Feldsteinsaal mit Westquerturm; dieser wurde nachträglich, wohl in zwei Bauabschnitten angefügt. An der Turmnordseite ist eine kleine, vermutlich spätmittelalterliche Pforte eingebrochen. Das abgestufte Rundbogenportal an der Nordseite des Schiffs mit sorgfältig gemauerten Feldsteingewänden ist ursprünglich. Die eingezogene polygonale Apsis könnte im Kern vielleicht spätgotisch, möglicherweise auch erst nachmittelalterlich sein (ein Ablass zugunsten einer Kirchenreparatur ist 1517 nachgewiesen). Seitlich sind Ansatzspuren eines breiteren Vorgängers erkennbar. Die Fenster wurden im 19. Jahrhundert vergrößert.
Der Eingang zum Turm wurde anscheinend roh in die Mauer gebrochen, es ist jedoch unklar, ob zur Bauzeit oder später. Der Turm wurde anhand eines Balkens im ersten Obergeschoss dendrochronologisch auf 1327 datiert.
Das Schiff ist flachgedeckt. Im runden Apsisbogen wurden spätgotische Rankenmalereien aus der Zeit um 1500 freigelegt, die allerdings später frei überarbeitet wurden.
Ein spätmittelalterliches Kirchhofportal aus Backstein erschließt den Kirchhof.

## Ausstattung
Ein beschädigter Taufstein, der möglicherweise noch aus dem 14. oder 15. Jahrhundert stammt, bildet das einzige erhaltene mittelalterliche Ausstattungsstück. Die schlichte hölzerne Westempore stammt aus der zweiten Hälfte des 17. Jahrhunderts und trägt den Spruch „Es wird Freude sein im Himmel über jeden Sünder der Buße tut“ (Lk 15,7 ). Noch 1751 wurden mehrere hölzerne Altäre sowie ein Nikolausbild in der Kirche erwähnt.
Von den Glocke ist nur eine Eisenhartgussglocke aus dem Jahr 1922 bis heute erhalten.